# Lupinus holmgrenianus
Lupinus holmgrenianus är en ärtväxtart som beskrevs av Charles Piper Smith. Lupinus holmgrenianus ingår i släktet lupiner, och familjen ärtväxter. Inga underarter finns listade i Catalogue of Life.